# Jacopo Foroni
Jacopo Foroni, född 26 juli 1824 i Valeggio sul Mincio, död 8 september 1858 i Stockholm, var en italiensk dirigent och tonsättare.

## Biografi
Foroni studerade i Milano för Alberto Mazzucato och Placido Mandanici. Som tonåring framträdde han som pianist och cembalist på offentliga konserter i Verona. Hans första opera, Margherita, uppfördes med framgång på Teatro Re i Milano i mars 1848, då fosterlandskärleken glödde även i de unga musikerna. Även Foroni, som varit officer i den österrikisk-ungerska armén, deltog i revolten under de så kallade Fem Dagarna i Milano, och på barrikaderna tonsatte han en upprorssång.  
När Foroni hade flyttat till Stockholm för att leda orkestern i den romerske impressarion Vincenzo Gallis sällskap, entusiasmerade han svenskarna så mycket att han blev den högre societetens och adelns favorit och en flitig deltagare i hovbaler och kungliga jakter. Framgången uppmuntrade ledningen för Stockholmsoperan att ge den 24-årige Foroni uppdraget som ledare för det Kungliga hovkapellet och senare också scenmästare. Han förblev Stockholmsoperan trogen till 1858, då han avled i koleraepidemin som grasserade det året.

## Kompositioner
- Margherita (1848), uruppförd i Milano
- Cristina, regina di Svezia (1849), uruppförd i Stockholm; framförd av Vadstenaakademien 2007 under namnet Drottning Kristina.
- I Gladiatori (1851), uruppförd i Milano
- Advokaten Pathelin (1858), uruppförd i Stockholm